# روزماري بارو
روزماري بارو (بالإنجليزية: Rosemary Barrow)‏ هي مؤرخة الفن بريطانية، ولدت في 9 أبريل 1968، وتوفيت في 21 سبتمبر 2016 بسبب سرطان الرئة.